# Боксюм
Боксюм (нід. Boksum, нід. вимова: [ˈbɔk.sʏm]) — село в нідерландській провінції Фрисландія. Входить до муніципалітету Вадхуке.
Його площа становить 2,71км², а населення станом на 2021 рік складало 420 осіб.
Перша згадка про населений пункт датується 13-им сторіччям.

## Галерея

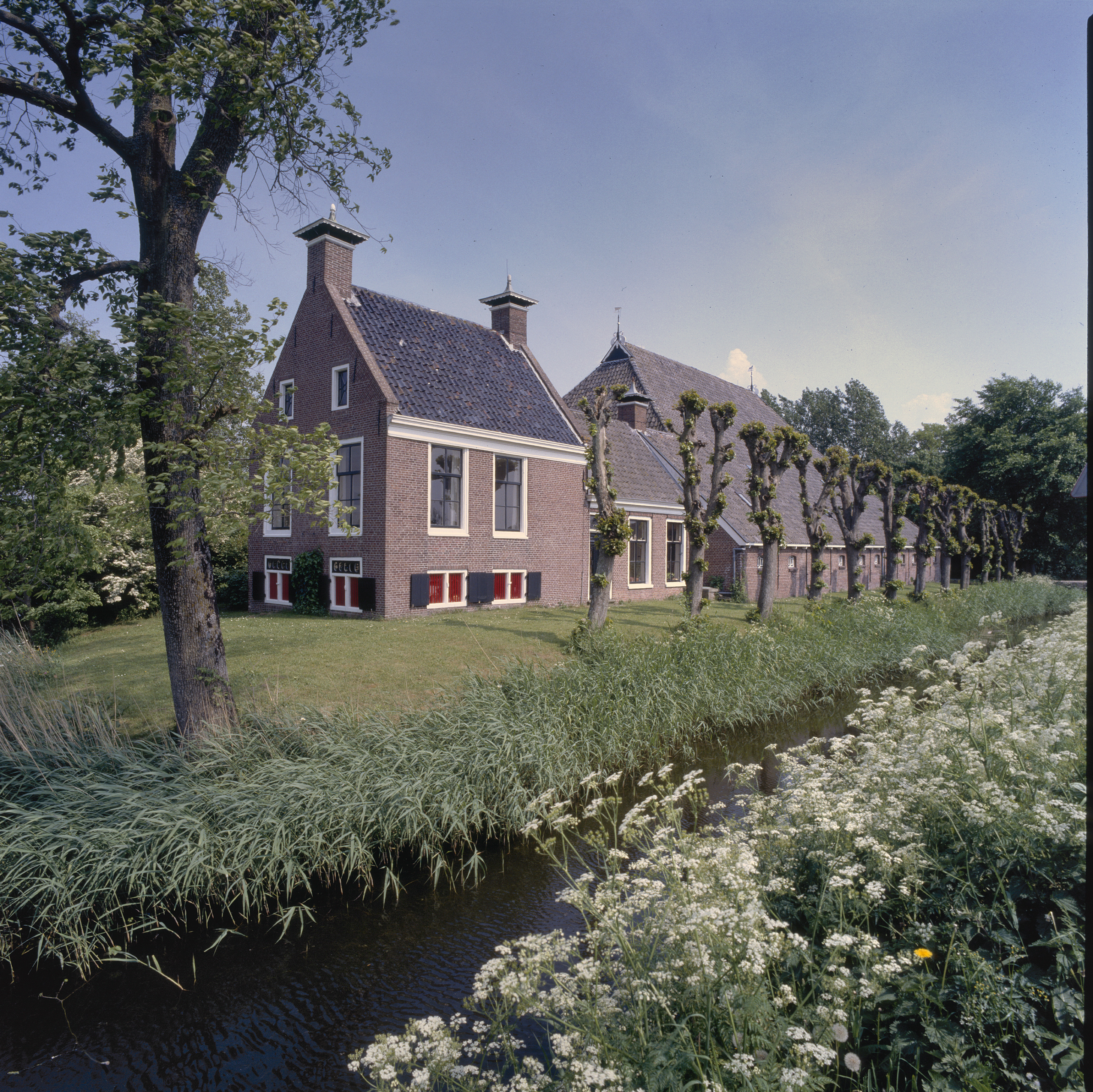
Ферма в Боксюмі
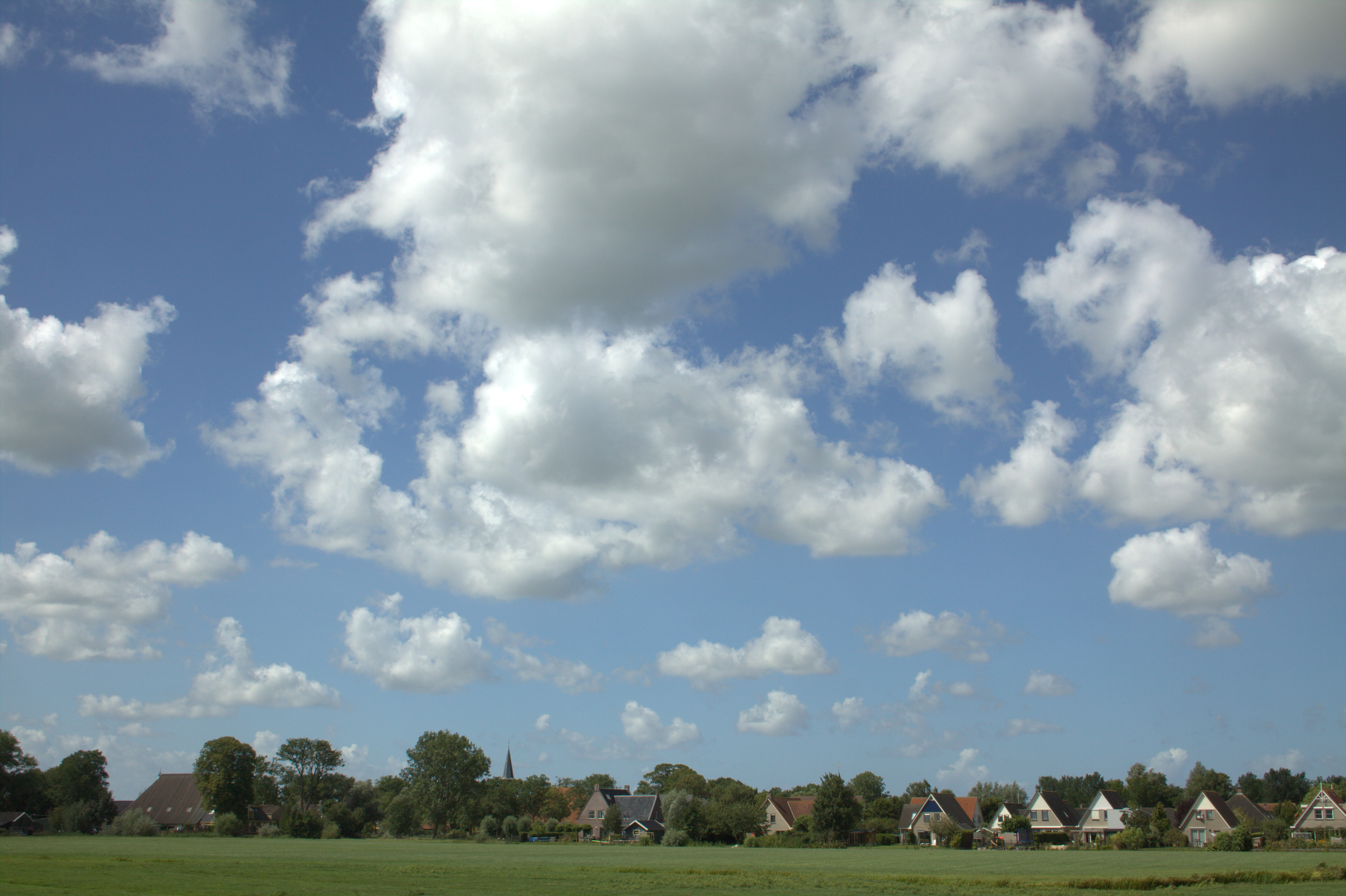
Панорама села